# Thomas Percy, I conte di Worcester
Thomas Percy (1343 – Shrewsbury, 23 luglio 1403) è stato un nobile inglese, primo conte di Worcester.

## Biografia
Era figlio di Henry de Percy, III barone Percy e di Mary di Lancaster. Per parte di madre discendeva quindi dal re Enrico III d'Inghilterra ed era imparentato con la dinastia reale dei Plantageneti.
Prese parte alla guerra dei cent'anni e per i servizi resi occupò diverse cariche pubbliche dirette a controllare i territori francesi appena conquistati. Venne così nominato Ammiraglio, Ambasciatore e Siniscalco. In ultimo Riccardo II d'Inghilterra nel 1397 gli conferì il titolo nobiliare di conte di Worcester, che venne creato apposta per lui.
Più tardi partecipò insieme al fratello Henry Percy, I conte di Northumberland ed al nipote Henry Percy alla deposizione del re Riccardo II e poi alla ribellione contro Enrico IV.
Durante la battaglia di Shrewsbury Thomas venne catturato e pubblicamente decapitato a Shrewsbury due giorni dopo, il 23 luglio 1403. Il titolo si estinse con la sua morte. Il corpo venne sepolto nella chiesa di St. Peter a Shrewsbury.

## In letteratura
Il personaggio di Percy venne ripreso da William Shakespeare nell'Enrico IV, parte I, dove vengono raccontate le vicende di Enrico IV d'Inghilterra.